# Grammatobothus krempfi
Grammatobothus krempfi es una especie de pez de la familia Bothidae.

## Morfología
Pueden llegar alcanzar los 18 cm de longitud total.

## Distribución y hábitat
Es un pez marino que habita las costas de Vietnam y Taiwán. 